# PPP3CA
PPP3CA (англ. Protein phosphatase 3 catalytic subunit alpha) – білок, який кодується однойменним геном, розташованим у людей на короткому плечі 4-ї хромосоми. Довжина поліпептидного ланцюга білка становить 521 амінокислот, а молекулярна маса — 58 688.
| 10         |  | 20         |  | 30         |  | 40         |  | 50         |
| ---------- |  | ---------- |  | ---------- |  | ---------- |  | ---------- |
| MSEPKAIDPK |  | LSTTDRVVKA |  | VPFPPSHRLT |  | AKEVFDNDGK |  | PRVDILKAHL |
| MKEGRLEESV |  | ALRIITEGAS |  | ILRQEKNLLD |  | IDAPVTVCGD |  | IHGQFFDLMK |
| LFEVGGSPAN |  | TRYLFLGDYV |  | DRGYFSIECV |  | LYLWALKILY |  | PKTLFLLRGN |
| HECRHLTEYF |  | TFKQECKIKY |  | SERVYDACMD |  | AFDCLPLAAL |  | MNQQFLCVHG |
| GLSPEINTLD |  | DIRKLDRFKE |  | PPAYGPMCDI |  | LWSDPLEDFG |  | NEKTQEHFTH |
| NTVRGCSYFY |  | SYPAVCEFLQ |  | HNNLLSILRA |  | HEAQDAGYRM |  | YRKSQTTGFP |
| SLITIFSAPN |  | YLDVYNNKAA |  | VLKYENNVMN |  | IRQFNCSPHP |  | YWLPNFMDVF |
| TWSLPFVGEK |  | VTEMLVNVLN |  | ICSDDELGSE |  | EDGFDGATAA |  | ARKEVIRNKI |
| RAIGKMARVF |  | SVLREESESV |  | LTLKGLTPTG |  | MLPSGVLSGG |  | KQTLQSATVE |
| AIEADEAIKG |  | FSPQHKITSF |  | EEAKGLDRIN |  | ERMPPRRDAM |  | PSDANLNSIN |
| KALTSETNGT |  | DSNGSNSSNI |  | Q          |  |            |  |            |

A: Аланін

C: Цистеїн

D: Аспарагінова кислота

E: Глутамінова кислота

F: Фенілаланін

G: Гліцин

H: Гістидин

I: Ізолейцин

K: Лізин

L: Лейцин

M: Метіонін

N: Аспарагін

P: Пролін

Q: Глутамін

R: Аргінін

S: Серин

T: Треонін

V: Валін

W: Триптофан

Кодований геном білок за функціями належить до гідролаз, протеїн-фосфатаз, фосфопротеїнів. 
Задіяний у таких біологічних процесах як ацетиляція, альтернативний сплайсинг. 
Білок має сайт для зв'язування з молекулою кальмодуліну, іонами металів, іоном цинку, іоном заліза. 
Локалізований у клітинній мембрані, ядрі, мембрані.